# رمزریال
رمزریال، رمز ریال ملی،  رمز پول ملی یا رمزارز ملی یا ارز دیجیتال ملی نوعی رمزارز است که با اعلام مسئولان بانک مرکزی جمهوری اسلامی، انتشار آن بر پایه ریال است، در سال ۱۴۰۱ خورشیدی رونمایی و جایگزین اسکناس خواهد شد.

## تاریخچه
در اوایل پاییز ۱۴۰۰ از سوی مسئولان دولتی راه‌اندازی رمز ارز ملی بر پایه ریال مطرح شد و رئیس کل بانک مرکزی نیز اعلام کرد: رمز پول ملی از جمله موارد مهم در دستور کار بانک مرکزی است که زیرساخت و دستورالعمل‌های مربوط به آن تدوین شده و در آینده نزدیک به صورت آزمایشی راه اندازی خواهد شد.
با توجه به اینکه در سال‌های اخیر توجه سرمایه‌گذاران و مردم به رمز ارزها و سرمایه‌گذاری در این بازار به‌منظور حفظ ارزش پول و سرمایه جلب شد و افراد زیادی جلب این حوزه شدند.

## ساختار
با انتشار رمز ریال، افراد اسکناس ریال خود را تحویل بانک مرکزی می‌دهند و رمز ریال تحویل می‌گیرند که این رمز ریال قابل استفاده برای سرمایه‌گذاری نیست و صرفاً جایگزین اسکناس خواهد شد.
هدف بانک مرکزی از طراحی رمز ریال، تبدیل اسکناس به یک موجودیت قابل برنامه‌ریزی و برنامه‌نویسی است تا با این فرایند پول شیئی هوشمند شود.
معاون فناوری‌های بانک مرکزی در تشریح ویژگی‌های رمز ریال ملی می‌گوید که رمز پول ریالی در داخل گوشی قرار می‌گیرد، بانک به عنوان واسط امکان انتقال وجه را فراهم می‌کند، حذف فیزیکی پول و اسکناس از جیب مردم و انتقال آن به ساختار دیجیتالی هدف اصلی است.
البته یکی از ویژگی‌های مهم رمز ریال در مقایسه با اسکناس، سطح امنیت بالای آن است و برخلاف رمز ارزهای معمول مانند بیت کوین طراحی رمز ریال به صورتی است که ردیابی وجوه به‌طور دقیق قابل انجام است و حتی در صورت سرقت اطلاعات رمز ریال و هک گوشی تلفن هوشمند توسط سارقان و هکرها امکان ردیابی آن وجود دارد!
قرار است بانک مرکزی در سال ۱۴۰۱ رمز ریال را منتشر کند.

## انتقاد
ریال دیجیتالی هم‌اکنون در کارت‌های بانکی ایرانیان وجود دارد.
قابل ردیابی بودن این رمزارز ویژگی رمزارزهای جهانی را به چالش کشیده و نکته منفی در برابر رمزارزهایی مانند بیت کوین خواهد بود که اصل ایجاد آن را زیر سؤال خواهد برد.